# Мејпл Крик (Саскачеван)
Мејпл Крик (енгл. Maple Creek) је насељено место са административним статусом варошице на крајњем југозападу канадске провинције Саскачеван. Насеље се налази на деоници провинцијског магистралног друма 21 на око 40 км источно од административне границе са провинцијом Алберта, односно 84 км југоисточно од града Медисин Хат. Неких 8 км северно од насеља пролази деоница трансканадског аутопута.

## Демографија
Према резултатима пописа становништва из 2011. у вароши је живело 2.176 становника у 1.028 домаћинстава, што је за 1% мање у односу на 2.198 житеља колико је регистровано 
приликом пописа 2006. године.
| 2006. | 2011. |
| ----- | ----- |
| 2.198 | 2.176 |